# Завадский, Владимир Ромулович
Владимир Рому́лович (Ромуальдович) Зава́дский (1846—1913) — российский судебный деятель; сенатор. Тайный советник.

## Биография
Родился 7 (19) июля 1846 года. Происходил из польского дворянского рода Завадских герба Слеповрон. Из дворян Подольской губернии. Отец — Ромул (Ромуальд) Игнатьевич Завадский (1802—?) надзиратель Одесской бригады Пограничной стражи, мать — Мария Яковлевна Ниценко, дочь закатальского коменданта. Известность получили и другие сыновья: Владислав (1840—1911) и Михаил (1848—1926).
В 1867 году окончил Ришельевскую гимназию и поступил на юридический факультет Казанского университета. Окончив университет со степенью кандидата прав, начал службу 20 мая 1870 года в канцелярии прокурора Ярославского окружного суда. В марте 1871 года обратился с прошением о приёме его в канцелярию прокурора Казанской судебной палаты и 15 июля 1871 года был перемещён в штат чиновников Казанского окружного суда; 30 ноября 1871 года определён кандидатом на судебные должности при прокуроре Казанской судебной палаты.
В феврале 1873 года он был назначен товарищем прокурора Симбирского окружного суда, а 4 июля 1879 года — прокурором Самарского окружного суда.
С 1883 года он снова служит в Казани: 8 июня был назначен товарищем прокурора Казанской судебной палаты, 10 июня 1894 года — председателем Казанского окружного суда, а 15 февраля 1899 года — прокурором Казанской судебной палаты; с 1 января 1894 года состоял в чине действительного статского советника.
7 марта 1901 года он получил должность старшего председателя Иркутской судебной палаты, звание сенатора и был произведён в тайные советники. При этом ему предоставляется право осуществления контроля за деятельностью органов и должностных лиц, подчиненных Иркутской судебной палате.
Согласно прошению, 22 сентября 1910 года, по расстроенному здоровью был уволен от службы.
Умер в Ялте 21 мая (3 июня) 1913 года. Был похоронен на Ауткинском кладбище.

## Награды
- орден Св. Анны 3-й степени (1879)
- орден Св. Станислава 2-й степени (1882)
- орден Св. Анны 2-й степени (1886)
- орден Св. Владимира 4-й степени (1891)
- орден Св. Владимира 3-й степени (1896)
- орден Св. Станислава 1-й степени (1899)

## Семья
Был женат на дочери надворного советника Александре Александровне Евдокимовой. Их дети:
- Александр (1873—1915)
- Игорь (1875—1944)
- Наталья, была слушательницей Петербургских Высших женских курсов.